# 안드레와 월리 꿀벌의 모험
안드레와 월리 꿀벌의 모험(The Adventures Of Andre And Wally B.)은 미국에서 제작된 존 라세터 감독의 1984년 애니메이션 영화고, 1995년 애니메이션 영화 토이 스토리의 오프닝 이 단편이 나온다.

## 같이 보기
- 픽사의 단편 목록